# 대한운수
대한운수(大韓運輸)은 강원도 춘천시에 위치한 시내버스 운수업체였다. 2019년 7월 25일 대동운수 주식회사와 합병하여 주식회사 춘천시민버스 설립과 동시에 해산하였다.

## 운행 노선
시내 일반 노선에는 모두 대동운수와 함께 공동 배차에 참여하고 있으며, 맞춤버스(10,80,88,90번)과 순환버스(13개 노선)를 비롯해 시내버스가 대동운수와 함께 1달 간격으로 순환하면서 배차에 참여하고 있다.

### 도시형버스
- ● 1번 : 후평동 → 두미리
- ● 2번 : 후평동 → 두미리
- ● 3번 : 후평동 → 두미리
- ● 5번 : 후평동 → 가정리, 관천리
- ● 10번 : 남춘천역 → 강원대학교
- ● 11번 : 후평동 → 소양댐
- ● 12번 : 한림성심대학교 → 소양댐
- ● 13번 : 후평동 → 윗샘밭
- ● 16번 : 후평동 → 산천2리
- ● 17번 : 후평동 → 유포리
- ● 17-1번 : 남춘천역 → 유포2리
- ● 18번 : 후평동 → 오항리
- ● 18-1번 : 후평동 → 청평사[1]
- ● 19번 : 후평동 → 발산리
- ● 19-1번 : 남춘천역 → 발산리
- ● 20번 : 후평동 → 학곡리
- ● 21번 : 후평동 → 학곡리
- ● 22번 : 후평동 → 사암리
- ● 24번 : 후평동 → 거두리
- ● 26번 : 후평동 → 거두리
- ● 28번 : 동내면 → 하일
- ● 30번 : 학곡리 → 용산리
- ● 31번 : 후평동 → 춘천댐
- ● 32번 : 후평동 → 용산리
- ● 33번 : 후평동 → 지내리
- ● 33-1번 : 학곡리 → 지내리
- ● 36번 : 후평동 → 올미
- ● 37번 : 후평동 → 고탄
- ● 38번 : 후평동 → 지암리
- ● 39번 : 후평동 → 오탄리
- ● 40번 : 후평동 → 재취골
- ● 41번 : 후평동 → 굴지리, 밭치리
- ● 43번 : 후평동 → 조양3리, 봉명리, 원목골
- ● 50번 : 후평동 → 구곡폭포
- ● 50-1번 : 후평동 → 구곡폭포
- ● 51번 : 후평동 → 안보리, 당림리
- ● 52번 : 후평동 → 명월리
- ● 53-1번 : 후평동 → 모곡, 한덕리, 두미리
- ● 55번 : 후평동 → 창촌
- ● 56번 : 후평동 → 수동1리, 창촌3리
- ● 59번 : 후평동 → 의암, 설미
- ● 65번 : 송암스포츠타운 → 동면
- ● 66번 : 후평동 → 옥광산
- ● 66-1번 : 후평동 → 남춘천역
- ● 67번 : 후평동 → 신남
- ● 69번 : 후평동 → 혈동2리
- ● 74번 : 후평동 → 송암스포츠타운
- ● 75번 : 동면 → 후평동
- ● 76번 : 의암 → 상걸리
- ● 81번 : 후평동 → 의암댐 → 서상리
- ● 81-1번 : 후평동 → 신매대교 → 서상리
- ● 82번 : 후평동 → 방동리
- ● 83번 : 춘천역 → 애니메이션박물관
- ● 85번 : 학곡리 → 춘천농공고등학교
- ● 86번 : 후평동 → 백양리
- ● 88번 : 학곡리 → 한림성심대학교
- ● 90번 : 학곡리 → 춘천농공고등학교
- ● 91번 : 동내면 → 만천리
- ● 92번 : 후평동 → 오월리
- ● 102번 : 102보충대 → 남춘천역
- ● 150번 : 후평동 → 소양댐

### 순환버스
- ● 7번 : 후평동 → 후평동(저상버스 운행)
- ● 8번 : 후평동 → 후평동(저상버스 운행)
- ● 9번 : 후평동 → 후평동(저상버스 운행)
- ● 10번 : 후평동 → 후평동
- ● 62번 : 후평동 → 춘천역
- ● 63번 : 우석여중 → 춘천역
- ● 64번 : 강원고등학교 → 후평동(저상버스 운행)
- ● 64-2번 : 후평동 → 강원고등학교(저상버스 운행)
- ● 74번 : 후평동 → 후평동
- ● 100번 : 후평동 → 후평동(저상버스 운행)
- ● 200번 : 춘천역 → 한림성심대학교

### 맞춤버스
- ● 80번 : 굴지리 → 후평동
- ● 85번 : 학곡리 → 소양중
- ● 90번 : 학곡리 → 한샘고등학교
- ● 110번 : 강원고등학교 → 춘천실업고등학교
- ● 111번 : 강원고등학교 → 학곡리
- ● 112번 : 강원고등학교 → 중앙하이츠
- ● 113번 : 춘천여고 → 한샘고등학교
- ● S-1번 : 칠전대우아파트 → 시의회/한림대
- ● S-2번 : 한진/한성아파트 → 시의회/한림대
- ● S-3번 : 퇴계한주아파트 → 시의회/한림대
- ● S-4번 : 퇴계2우체국 → 시의회/한림대
- ● S-5번 : 후평주공4단지후문 → 춘천여고
- ● S-6번 : 석사대우아파트 → 춘천여고
- ● S-7번 : 초록지붕아파트 → 춘천여고
- ● S-8번 : 사농현대아파트 → 시의회/한림대

## 같이 보기
- 대동운수